# Irajá Damiani Pinto
Irajá Damiani Pinto (Porto Alegre, Rio Grande do Sul, 3 de julio de 1919 - 21 de junio de 2014) fue un paleontólogo y geólogo brasileño, que trabajó prácticamente hasta su fallecimiento, en la paleontología.
Se graduó en historia natural en la Universidad de Porto Alegre en 1945 y obtuvo el doctorado en geología por la Universidad de São Paulo en 1972. Profesor por muchos años de paleontología y geología en la Universidad Federal de Río Grande del Sur, desde 1973 fue miembro de la Academia Brasileña de Ciencias.